# Синдром Маклеода
Синдром Маклеода (англ. McLeod syndrome) — це Х-зчеплене рецесивне генетичне захворювання, яке може вражати кров, мозок, периферичні нерви, м'язи та серце. Воно викликане різними рецесивно успадкованими мутаціями в гені XK на X-хромосомі. Ген відповідає за вироблення білка Kx, вторинного білка підтримки антигену Kell на поверхні еритроцитів.
Синдром Маклеода зустрічається рідко, повідомляється приблизно про 150 випадків в усьому світі.

## Історія
Синдром Маклеода був відкритий у 1961 році і, подібно до антигенної системи Келла, був названий на честь першого пацієнта, у якого він був виявлений — студента-стоматолога з Гарварда на ім'я Г'ю Маклеод. Еритроцити Маклеода мали дивний вигляд при мікроскопічному дослідженні (акантоцитарні (шипасті) і демонстрували слабку експресію антигенів системи Келл.

## Етіологія
Синдром Маклеода успадковується за Х-зчепленою рецесивною формою. Ген, пов'язаний з цим станом, розташований на X-хромосомі. У чоловіків (які мають лише одну X-хромосому) однієї зміненої копії гена в кожній клітині достатньо, щоб викликати стан. У жінок (які мають дві X-хромосоми) мутація повинна бути присутня в обох копіях гена, щоб викликати розлад. Чоловіки набагато частіше страждають від Х-зчеплених рецесивних захворювань, ніж жінки. Рідко жінки з мутацією в одній копії гена XK можуть мати характерну деформацію клітин крові та проблеми з рухом, пов'язані з синдромом Маклеода.
Фенотип може бути присутнім без прояву синдрому.

## Патогенез
Люди з синдромом Маклеода мають аномальні еритроцити у формі зірки (акантоцитоз). Цей стан належить до групи розладів які називаються нейроакантоцитозами, що включають неврологічні проблеми та аномальні еритроцити. Синдром нейроакантоцитозу Маклеода вражає головний і спинний мозок (центральну нервову систему).
Для синдрому Маклеода характерна аномалія системи групп крові Kell, погане визначення або відсутність Kell и Kx-антигенів. Відсутність антигену Kx і зниження антигену Kell відома як «фенотип Маклеода» і відноситься лише до еритроцитів.

## Симптоми
Синдром нейроакантоцитозу Маклеода — це переважно неврологічний розлад, який виникає майже виключно у хлопчиків і чоловіків. У постраждалих спостерігаються мимовільні рухи, включаючи посмикування (хорея), особливо рук і ніг, і напруження м'язів (дистонія) обличчя та горла, що може викликати гримаси та голосові тики (такі як бурчання та клацання). Дистонія язика може призвести до труднощів з ковтанням. Судоми зустрічаються приблизно у половини всіх людей із синдромом Маклеода. Особа з таким синдромом також може мати зниження чутливості та слабкість в кінцівках (периферична нейропатія) та нейрогенну атрофію м'язів. Загрозливі для життя серцеві проблеми, такі як нерегулярне серцебиття (аритмія), ослаблене та збільшене серце (ділятаційна кардіоміопатія) часто зустрічаються у людей із цим розладом.
У людей з цим захворюванням можуть виникнути труднощі з обробкою інформації, навчанням і запам'ятовуванням (когнітивні порушення). У них також може розвинутися психічні захворювання, такі як депресія, біполярний розлад, психоз або обсесивно-компульсивний розлад.

## Діагностика
При виявленні в периферичній крові акантоцитів, а також атрофії базальних гангліїв за даними нейровізуалізаційних методів дослідження (КТ, МРТ) необхідно провести специфічні генетичні тести, уточнюючі етіологію цих порушень. Диференціальний діагноз включає хворобу Гентінгтона та інші прогресуючі захворювання екстрапірамідної системи.
При синдромі Маклеода необхідно проводити регулярні кардіологічні дослідження, уникати ускладнень, що виникають після переливання крові.
Біохімічний аналіз крові може виявити підвищений рівень лактатдегідрогенази (ЛДГ), що свідчить про гемолітичну анемію, або підвищений рівень креатинкінази, якщо пацієнт страждає на міопатію (пошкодження скелетних м'язів).

## Лікування
Етіологічна терапія хвороб із синдромом нейроакантоцитозу не розроблена.
Рухові порушення вимагають корекції, аналогічної як і при хворобі Гентінгтона. Корекція інших проявів, в тому числі і психічних, має симптоматичний характер.

## Прогноз
Типовий пацієнт із важким синдромом Маклеода, який починається у зрілому віці, живе в середньому 5–10 років. Пацієнти з кардіоміопатією мають підвищений ризик застійної серцевої недостатності та раптової серцевої смерті. Прогноз для нормальної тривалості життя часто сприятливий у деяких пацієнтів з легкими неврологічними або серцевими ускладненнями.